# Bournemouth West (circonscription du Parlement britannique)
Circonscription parlementaire de la Chambre des communes
La circonscription de Bournemouth West est une circonscription électorale anglaise située dans le Dorset et représentée à la Chambre des communes du Parlement britannique.

## Géographie
La circonscription comprend :
- La partie ouest de la ville de Bournemouth

## Députés
Les Members of Parliament (MPs) de la circonscription sont :
| Législature                           | Années        | Député          | Député             | Parti        |
| ------------------------------------- | ------------- | --------------- | ------------------ | ------------ |
| Bournemouth West issue de Bournemouth |               |                 |                    |              |
| 39e                                   | 1950–1951     |                 | Viscount Cranborne | Conservateur |
| 40e                                   | 1951–1954     |                 | Viscount Cranborne | Conservateur |
| 40e                                   | 1954-1955     | John Eden       |                    | Conservateur |
| 41e                                   | 1955–1959     | John Eden       |                    | Conservateur |
| 42e                                   | 1959–1964     | John Eden       |                    | Conservateur |
| 43e                                   | 1964–1966     | John Eden       |                    | Conservateur |
| 44e                                   | 1966–1970     | John Eden       |                    | Conservateur |
| 45e                                   | 1970–1974     | John Eden       |                    | Conservateur |
| 46e                                   | 1974–1974     | John Eden       |                    | Conservateur |
| 47e                                   | 1974–1979     | John Eden       |                    | Conservateur |
| 48e                                   | 1979–1983     | John Eden       |                    | Conservateur |
| 49e                                   | 1983–1987     | John Butterfill |                    | Conservateur |
| 50e                                   | 1987–1992     | John Butterfill |                    | Conservateur |
| 51e                                   | 1992–1997     | John Butterfill |                    | Conservateur |
| 52e                                   | 1997–2001     | John Butterfill |                    | Conservateur |
| 53e                                   | 2001–2005     | John Butterfill |                    | Conservateur |
| 54e                                   | 2005–2010     | John Butterfill |                    | Conservateur |
| 55e                                   | 2010–2015     | Conor Burns     |                    | Conservateur |
| 56e                                   | 2015–2017     | Conor Burns     |                    | Conservateur |
| 57e                                   | 2017–2019     | Conor Burns     |                    | Conservateur |
| 58e                                   | 2019–2024     | Conor Burns     |                    | Conservateur |
| 59e                                   | 2024–en cours |                 | Jessica Toale      | Travailliste |